# Oblast de Kursk
O oblast de Kursk (russo:  Курская область, tr. Kurskaia oblast; IPA: [ˈkurskəjə ˈobləsʲtʲ]) é uma divisão federal da Federação da Rússia. De acordo com o censo populacional de 2010, tinha cerca de 1 127 081 habitantes. O seu centro administrativo é a cidade de Kursk.